# Noctuelita bicolorata
Noctuelita bicolorata är en fjärilsart som beskrevs av Embrik Strand 1915. Noctuelita bicolorata ingår i släktet Noctuelita och familjen Crambidae. Inga underarter finns listade i Catalogue of Life.